# Шишкин, Валентин Максимович
Валентин Максимович Шишкин (8 марта 1943, Шумерля, Чувашская АССР — 23 мая 2006, Чебоксары) — советский чувашский и казахстанский журналист, советский писатель, переводчик с чувашского, краевед.
Председатель Ассоциации русских писателей Чувашской Республики. Членом Общества «Знание» РСФСР (с сентября 1975), Союза журналистов СССР (с августа 1976), Союза писателей России (с июня 1998). Переводил с чувашского языка произведения Ю. Айдаши, Н. Теветкеля, Ю. Семендера, П. Афанасьева, В. Кервеня и других писателей, им написаны поэмы о М. Сеспеле и С. Эрьзе. Автор книг «Имя твоё» (1998), «Алатырский край в XX веке: Топонимический словарь» (2002), «Об Алатыре и алатырцах» (2002), сборников стихов и др.

## Биография
Родился 8 марта 1943 года в г. Шумерля. После окончания средней школы № 2 Шумерли пришёл на Шумерлинский машиностроительный завод, где работал слесарем в 1960—1962 годах.
В 1962 году сменил город и республику, переехав в город Караганда Казахской ССР. Здесь устроился электросварщиком на Карагандинский госмашзаводе им. А. Я. Пархоменко. Оттуда в 1963 году призван был в Советскую Армию. После демобилизации в 1966 году возвратился на завод. Где работал слесарем-наладчиком, мастером ОТК, инженером-конструктором, контролёром, инженером (1967—1974 гг.), при этом без отрыва от производства с 1967 по 1972 годы учился в Карагандинском государственном педагогическом институте по специальности «русский язык и литература» и одновременно — в Университете марксизма-ленинизма при карагандинском горкоме КПСС Казахстана (1968—1971 гг.).
Пять лет, с 1969 по 1974 годы, учитель литературы и русского языка в средней школе рабочей молодёжи № 1 г. Караганда.
В августе 1974 года молодой педагог вернулся в родную Чувашию. Начал работать учителем русского языка и литературы в Алгашинской средней школы Шумерлинского района. Одновременно с ноября 1974 по январь 1976 гг. работал корреспондентом — радиоорганизатором, исполняющим обязанности заместителя редактора газеты «Вперёд» Шумерлинского района.
С января 1976 года по август 1977 — инструктор отдела пропаганды и агитации Шумерлинского горкома КПСС.
В сентябре 1977 — июле 1979 гг. — слушатель Горьковской высшей партийной школы.
С августа 1979 года и почти 10 лет в редакции газеты «Советская Чувашия». С первых дней и по ноябрь 1982 г.
корреспондент отдела партийной жизни, затем в 1982—1984 годах собственный корреспондент в группе по выпуску приложения для строительства газопровода «Уренгой-Помары-Ужгород». Далее административный карьерный рост: заведующим отделом строительства (1984—1987 гг.), заведующим отделом информации (1987—1988 гг.).
В январе 1988 г. избран заместителем председателя президиума Чувашского областного правления научно-технического общества «Стройиндустрия».
В феврале 1989 г. перешёл на работу в кооператив услуг «Путь» на должность начальника бюро научно-технических услуг. С апреля 1990 по февраль 1994 гг. директор хозрасчётного производственно-технического центра «Шумер».
С сентября 1995 по январь 1997 годы — заведующий отделом редакции газеты «Время». С февраля 1997 по декабрь 1999 года — руководитель пресс-службы ОАО Чебоксарский приборостроительный завод «Элара».
С декабря 1999 года ушёл на заслуженный отдых. С сентября 2001 г. по апрель 2003 г., уже будучи на пенсии, В. М. Шишкин по договору подряда работал в ОАО «Элара».
Скончался 23 мая 2006 года в Чебоксарах.

## Творчество
Первая публикация — стихи в 1964 г. на страницах Шумерлинской районной газеты «Вперёд». С этого времени регулярно печатался в газетах «Советский воин» (г. Новосибирск), «Казахстанская правда» (г. Алма-Ата), в республиканских газетах и журналах Чувашской АССР, а также в альманахе «Дружба» (г. Чебоксары).
Автор публицистических книг: «Трасса», «Чекисты Чувашии», «Свет звезды», «Надежда», «Команда», «Имя твоё», «Подстрочники души», «Неторопливая любовь» и других.
Долгие годы собирал материал по истории г. Шумерля и деревень Шумерлинского района, трудился над составлением словаря народных говоров присурских деревень. Автор статей в «Чувашской энциклопедии».

## Награды
За книгу «Трасса» (1984) был удостоен премии Союза журналистов Чувашии им. С. Эльгера, стал лауреатом первой премии Союза журналистов СССР и Миннефтегазстроя СССР, отмечен знаком «Строитель газопровода „Уренгой-Помары-Ужгород“».
За активное участие в строительстве и обеспечении ввода в эксплуатацию первой очереди газокомпрессорной станции «Заволжская» Указом Президиума Верховного Совета Чувашской АССР от 23 апреля 1984 г. В. М. Шишкин был награждён Почётной грамотой.
В июне 1987 г. за многолетнюю плодотворную работу в печати, активное участие в деятельности Союза журналистов Чувашии и в связи с 70-летием газеты «Советская Чувашия» Валентин Максимович был награждён Почётной грамотой правления Союза журналистов СССР.